# Handschuheim
Handschuheim település Franciaországban, Bas-Rhin megyében. Lakosainak száma 278 fő (2022. január 1.). Handschuheim Furdenheim, Ittenheim és Osthoffen községekkel határos.

## Népesség
A település népességének változása:
| Lakosok száma | 291  | 278  | 282  | 268  | 270  | 272  | 274  | 277  | 278  |
|               | 2013 | 2015 | 2016 | 2017 | 2018 | 2019 | 2020 | 2021 | 2022 |